# 奧仲麻琴
奧仲麻琴（1993年11月18日—），出身自埼玉縣，隸屬於PLATINUM PRODUCTION旗下的女演員。亦是日本女子組合PASSPO☆的前成員之一。2024年5月21日宣布與圈外一般男性結婚。

## 經歷
奧仲麻琴在中三時被現時的經紀公司發掘，於2009年跟另外9名女孩子組成偶像組合PASSPO☆。PASSPO☆的主流出道單曲《少女飛行》（2011年5月發行）在發行首星期獲得Oricon公信榜週榜冠軍，為該榜首次有女子組合的出道單曲取得冠軍。
奧仲由2011年起開始有個人寫真的工作，同年11月發行了自己首本個人寫真集。這本寫真集由川島小鳥拍攝，拍攝為期四個月，以「17歲，青春的大爆發」為主題。2013年4月，發行了第二本寫真集，當中刊載了同年1月下旬在關島拍攝的泳裝寫真。
2012年，奧仲獲起用為朝日電視台特攝劇《假面騎士Wizard》的女主角「曆」（コヨミ），初次出演電視劇。曆是一名身份神秘的少女，在劇中是支援主角的角色。在訪問中被問及參加《Wizard》選角會的契機時，表示「在看宮崎葵的《只是愛着你》時，對演戲的興趣湧了起來」。

## 個人
暱稱是（Mako-cchan），組合中的個人代表色是粉紅色。曾自稱「永遠的十七歲」（永遠のセブンティーン），在2012年的演唱會上慶生時亦說「過了第三次的十七歲」。家中有兩個姐姐。奥仲是前AKB48成員前田敦子的支持者，不過只是喜歡前田個人而已。

## 出演

### 電視劇
- シニカレ （2013年）：飾演 瑪麗琳，客串演出
- 假面騎士Wizard（2012年9月2日－2013年9月22日，朝日電視台）：飾演 曆（コヨミ），女主角[7]
- 假面騎士Ghost（第36-37話）（2016年6月19日－2016年6月26日，朝日電視台）：飾演 保奈美（ホナミ）/ 三藏魂
- 桃色 杏色 櫻色（日語：ももいろあんずいろさくらいろ）（2021年2月21日 - 3月28日朝日放送電視台）：飾演 川上杏

### 電影
- 幪面超人×幪面超人 Wizard & Fourze MOVIE大戰Ultimatum（2012年）：飾演 曆
- 假面騎士×超級戰隊×宇宙刑事 超級英雄大戰Z（2013年）：飾演 曆
- 劇場版 假面騎士Wizard in Magic Land（2013年）：飾演 曆
- 假面騎士×假面騎士 鎧武 & Wizard 天下決勝之戰國MOVIE大合戰（2013年）：飾演 曆 / 白色魔法使（配音）
- 心靈寫真部 劇場版（2015年5月30日、キャンター）（2015年）：飾演 二宮佳夕（女主角）[11][12]

### 綜藝節目
- （2013年4月6日－，東京電視台）
- 神之舌（2013年12月14日，東京電視台）
- （2014年1月12日，富士電視台）
- （2014年1月18日，NHK）

### 舞台劇
- 槍彈辯駁 THE STAGE～希望學園與絕望高中生～（2014年）：飾演 不二咲千尋

### 寫真集
- （2011年11月2日，集英社，攝影：川島小鳥）ISBN 978-4-08-780629-8
- （2013年4月15日，講談社）ISBN 978-4-06-364919-2
- Good bye My Life（2014年2月14日，東京新聞通信社）

## 外部連結
- PASSPO☆官方網站（日語）
- 個人官方部落格 （页面存档备份，存于）（日語）
- 寫真集特設網站（日語）
- 奥仲麻琴的Youtube頻道 （页面存档备份，存于）（日語）
- 奧仲麻琴的X（前Twitter）
- 奧仲麻琴的Instagram帳戶